# Lagunas de Ruidera
Lagunas de Ruidera är en sjö i Spanien.   Den ligger i provinsen Provincia de Ciudad Real och regionen Kastilien-La Mancha, i den centrala delen av landet, 180 km söder om huvudstaden Madrid. Lagunas de Ruidera ligger 852 meter över havet. Den ligger vid sjön Laguna de la Colgada. Omgivningarna runt Lagunas de Ruidera är i huvudsak ett öppet busklandskap.